# Louis de Bourgogne
Ne pas confondre avec Louis de France (1682-1712), duc de Bourgogne.
Louis de Bourgogne, né en 1297, mort le 2 août 1316, roi titulaire de Thessalonique, prince d'Achaïe, fils de Robert II, duc de Bourgogne, et d'Agnès de France. Il était donc, par sa mère, petit-fils de Saint Louis.
Son frère Hugues V avait été fiancé à Catherine de Valois-Courtenay, mais le père de celle-ci, Charles de Valois, changea d'avis car il désirait un gendre capable de faire la conquête de Constantinople. Dans les négociations qui s'ensuivirent pour qu'Hugues renonce à sa fiancée, Hugues de Bourgogne obtint plusieurs compensations. Parmi celles-ci, Louis de Bourgogne fut fiancé à Mathilde de Hainaut (1293 - 1331), héritière de la principauté d'Achaïe, fille de Florent de Hainaut et d'Isabelle de Villehardouin.
Le couple quitta la France en octobre 1315 et débarqua en Grèce au début de l'année 1316, à la tête d'une armée de chevaliers bourguignons. Ils durent lutter contre Ferdinand de Majorque, qui revendiquait également la principauté. Le choc décisif eut lieu à la bataille de Manolada en Élide le 5 juillet 1316, où Ferdinand fut vaincu et tué. Louis mourut cependant quelques semaines plus tard, peut-être empoisonné.